# Емануель Огастес
Емануель Яків Бертон (англ. Emanuel Ya'kov Burton), відомий як Емануель Огастес (англ. Emanuel Augustus, 2 січня 1975) — американський професійний боксер. Був відомий своїм видовищним стилем боксу та провокуючою манерою, спрямованою на те, щоб збити суперників з пантелику.

## Професіональна кар'єра
Дебютував на профірингу 1994 року. Чергуючи перемоги з поразками до 2000 року досяг рекорду 21-14-4, зазнавши за цей час поразок від майбутніх чемпіонів світу Хесуса Чавеса (Мексика), Айвена Робінсона (США) та Діосбеліса Уртадо (Іспанія). У 1997-1998 роках він провів найдовшу безпрограшну серію у своїй кар'єрі — 10 боїв. Це включало виліт Огастеса до Данії, щоб битися 4 вересня 1998 року з претендентом з рекордом 38-1 Сьореном Сондергаардом, бій з яким закінчився нічиєю після того, як він двічі відправив данця в нокдаун у 8-му раунді. Потім через 12 днів переміг мексиканця Едуардо Мартінеса, а згодом лише через 10 днів полетів до Англії та переміг Джона Такстона технічним нокаутом, вигравши титули IBF Inter-Continental та WBO Inter-Continental в першій напівсередній вазі. Ці поєдинки Огастеса принесли йому культову популярність, частково завдяки його унікальному стилю та майстерності на рингу, а також його готовності битися з усіма охочими, беручись за бої в стислі терміни як заміна в останню хвилину.
21 жовтня 2000 року Огастес дав молодому Флойду Мейвезеру найскладніший бій у його кар'єрі. Мейвезер все ж контролював більшу частину бою, але Огастес досяг певного успіху, навіть примудрившись пустити Мейвезеру кров з носа. Донині Мейвезер каже, що Огастес був його найскладнішим суперником, з яким він коли-небудь стикався.
13 липня 2001 року Огастес зустрівся з Мікі Вордом. Бій був суцільною хаотичною, безперервною бійнею, в якій обидва бійці завдавали ударів до повної знемоги. Цей поєдинок був визнаний боєм 2001 року за версією журналу «Ринг».
Найкраща перемога Огастеса за рейтингом у кар'єрі була проти аргентинця Карлоса Вільфредо Вільчеса 19 липня 2002 року. Огастес погодився на бій лише за 2 дні до бою після того, як початковий суперник Вільчеса знявся з бою через травму. На той час аргентинець мав рекорд 37-1-2. Під час бою Вільчес хотів тримати Огастеса на відстані жорстким джебом, але Огастес тиснув на Вільчеса і завдавав контратаки правою рукою поверх лівого джебу Вільчеса. Біля лівого ока Вільчеса відкрився поріз, що зрештою призвело до несподіваної перемоги Огастеса у восьмому раунді після зупинки бою. Ця перемога вивела Огастеса на друге місце у світовому рейтингу Міжнародної боксерської федерації у першій напівсередній вазі.
Великого розголосу набув бій Огастеса проти Кортні Бертона 6 липня 2004 року, який він програв суперечливим близьким рішенням суддів, коли Огастесу не зарахували нокдаун від лівого хука в корпус Бертона після того, як рефері помилково стверджував, що нокдаун був спричинений незаконним ударом нижче пояса. Огастес помстився за свою поразку від Бертона в реванші 1 вересня 2006 року, коли він зупинив суперника у восьмому раунді за допомогою лівого хука в корпус.
Огастес програв останні 5 поєдинків, завершивши кар'єру у 2011 році.